# Velký Himálaj

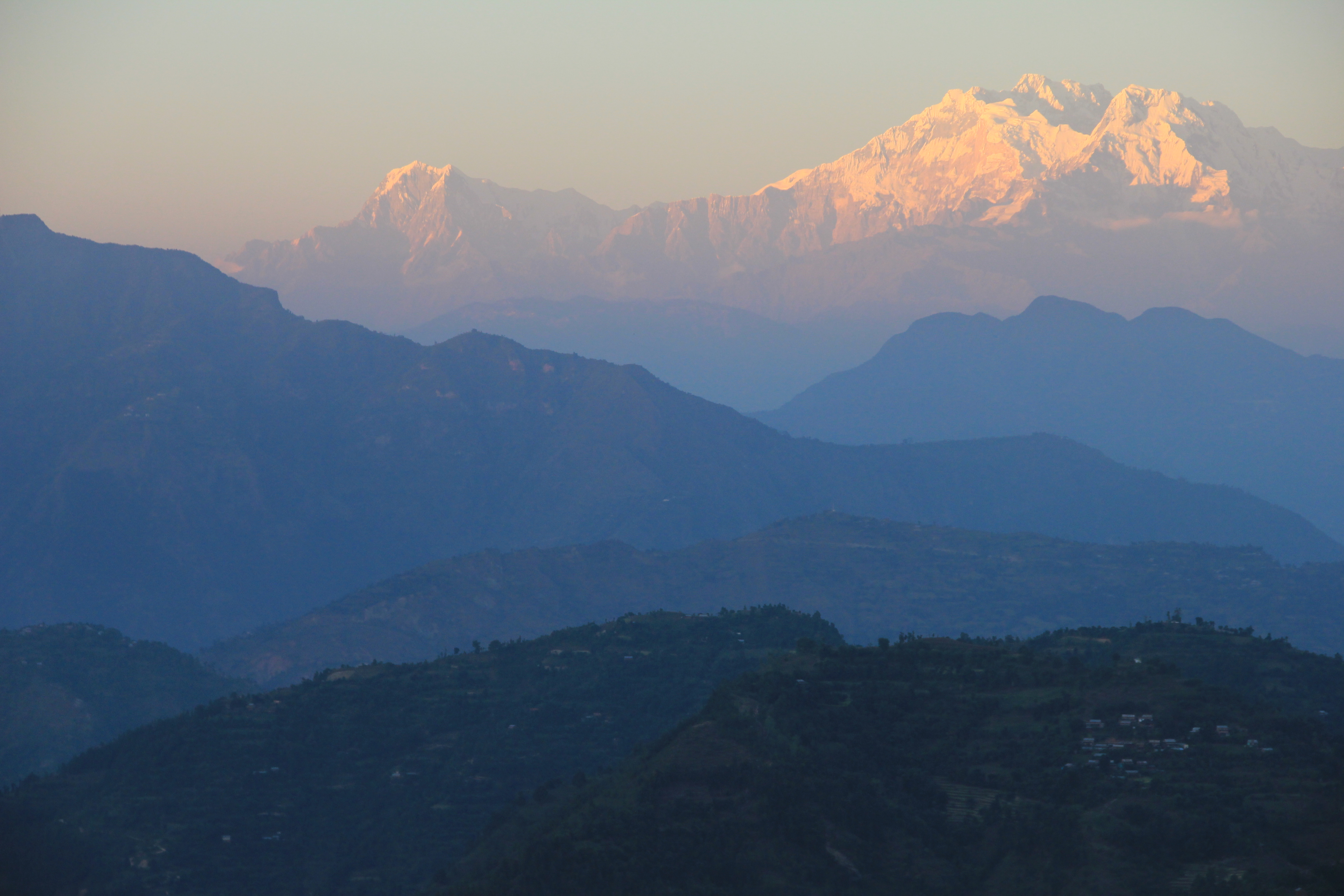
Obrázek Himálaje

Velký Himálaj je pravděpodobně nejvyšším pohořím himálajského systému. Hřeben zasahuje na území Pákistánu, Číny, Indie, Nepálu a Tibetu. Nejvyšší vrchol světa, Mount Everest, a další „téměř nejvyšší“ vrcholy – K2, Kangčedženga, Lhoce, Nanga Parbat atd. – jsou částí hřebene Velkého Himálají. Celková délka pohoří od západu k východu je 2400 km a jeho průměrná nadmořská výška je 6000 m. Je domovem mnoha ledovců, jako je ledovec Gangotri, ledovec Satopanth atd.